# 廖烈科
廖烈科，MBE，JP（1930年9月21日—1998年1月29日），祖籍廣東潮陽，香港銀行家廖寶珊三子。廖創興銀行前董事長。

## 生平
廖烈科早年就讀聖保羅書院小學、嶺英中學及同濟中學，其後入讀廣東省立文理學院。
1961年6月發生「廖寶珊事件」，父親廖寶珊受謠言所害，廖創興銀行發生擠提，大受刺激致腦溢血不治。廖烈科聯同兄長廖烈文、弟弟廖烈武臨危受命，帶領廖創興銀行安然度過危機。
廖烈科是廖寶珊家族成員中唯一踏足政壇，他於1982年獲委任為中西區區議員。1985年立法局選舉時當選為立法局議員（選舉團－（港島西））。1988年香港立法局選舉時連任失敗。1997年12月當選為港區九屆全國人大代表。1998年1月在泰國布吉旅遊期間，因病逝世，享年67歲。而他的遺孀李賽琴女士已於2019年6月14日在瑪麗醫院逝世，享年87歲。

## 曾任公職
- 博愛醫院顧問
- 東華三院總理
- 公益金董事
- 衛奕信保護文物基金委員會委員
- 香港潮州商會安老院籌委會主席
- 政務署中西區西營盤分區委員會主席
- 中西區區議員
- 立法局議員
- 港事顧問
- 中國紅十字會總會基金會名譽會長
- 香港特別行政區第一屆政府推選委員會委員
- 第九屆港區全國人大代表等

## 個人榮譽
- 英帝國員佐勳章（MBE）